# Barrett Martin
Barrett Martin (Olympia, 14 aprile 1967) è un batterista statunitense, membro degli Skin Yard, seminale grunge band in cui militava come chitarrista anche Jack Endino.
Dopo lo scioglimento degli Skin Yard, è subentrato a Mark Pickerel negli Screaming Trees con cui ha realizzato gli album Sweet Oblivion e Dust; ha suonato anche nel supergruppo Mad Season insieme a Mike McCready (Pearl Jam), Layne Staley (Alice in Chains) e John Baker Saunders (The Walkabouts).
Dopo lo scioglimento degli Screaming Trees (2000) ha suonato con i Tuatara. Ha pubblicato inoltre l'album solista The Painted Desert nel 2004, e Earthspeaker nel 2006.
Recentemente ha partecipato a Permanent Fatal Error, il nuovo album di Jack Endino.
Usa piatti Sabian, batterie Tama e bacchette Pro-Mark.
Batterista poliedrico ed originale, nel tempo si è distinto per suonare anche altri strumenti come in Rated R (Queens of the Stone Age) e nei suoi CD da solista dove suona il vibrafono, la marimba e il synth.

## Discografia essenziale
- 1991 - Skin Yard – 1000 Smiling Knuckles
- 1992 - Screaming Trees – Sweet Oblivion
- 1993 - Skin Yard – Inside the Eye
- 1994 - Mad Season – Above
- 1995 - Seaweed – Spanaway
- 1996 - Screaming Trees – Dust
- 1997 - Tuatara – Breaking the Ethers
- 1998 - Tuatara – Trading with the Enemy
- 1998 - R.E.M. – Up
- 1999 - Stone Temple Pilots – No. 4
- 1999 - Mark Lanegan – I'll Take Care of You
- 2001 - Therapy? – Shameless
- 2002 - Tuatara – Cinemathique
- 2001 - Queens of the Stone Age – Rated R
- 2003 - Tuatara - The Loading Program
- 2004 - Barrett Martin – The Painted Desert
- 2006 - Barrett Martin - Earthspeaker